# ルオンソン県
ルオンソン県（ルオンソンけん、ベトナム語：Huyện Lương Sơn / 縣良山?）は、ベトナム社会主義共和国ホアビン省の県である。面積は369.86 km²、人口は107,340人（2019年）である。

## 行政区画
以下の1市鎮10社から構成される。
- ルオンソン市鎮（Lương Sơn / 良山）
- カオズオン社（Cao Dương / 高陽）
- カオソン社（Cao Sơn / 高山）
- クーイエン社（Cư Yên / 居安）
- ホアソン社（Hòa Sơn / 和山）
- ラムソン社（Lâm Sơn / 林山）
- リエンソン社（Liên Sơn / 連山）
- ニュアンチャック社（Nhuận Trạch / 潤澤）
- タンヴィン社（Tân Vinh / 新榮）
- タインカオ社（Thanh Cao / 清高）
- タインソン社（Thanh Sơn / 清山）